# Masca de argint (film)
Masca de argint este un film românesc din 1985, regizat de Gheorghe Vitanidis. El este cel de-al patrulea film din seria Mărgelatu. Rolurile principale sunt interpretate de actorii Florin Piersic, Marga Barbu, Szabolcs Cseh, Alexandru Repan, Ion Besoiu, George Motoi și Ovidiu Iuliu Moldovan.
Acțiunea filmului se petrece în Muntenia, în perioada de dinaintea Revoluției de la 1848. Agatha Slătineanu, împreună cu pretinsul bancher Troianoff, îl jefuiesc pe boierul Vâlcu de o comoară strânsă în scopul cumpărării tronului. Aurul este recuperat însă de către Mărgelatu în folosul „Frăției”.

## Rezumat
După răzmerița de la finalului filmului Misterele Bucureștilor, Buză de Iepure (Szabolcs Cseh) este înmormântat de mama sa, Agatha Slătineanu, Mărgelatu (Florin Piersic) se află închis în temnița domnească, iar Agatha (Marga Barbu) a fost surghiunită temporar la Mănăstirea Cernica. Dar Buză de Iepure nu a murit, iar el a scăpat din sicriu și este iar liber. „Frăția” apelează la el, la Oseacă (Mihai Mereuță), precum și la circul Tivoli al „profesorului” Aurică (Jean Constantin), pentru a realiza evadarea lui Mărgelatu din închisoare. Pretextând că aduce fân pentru caii închisorii, Oseacă este lăsat să intre în curtea închisorii cu un car de fân. În același moment, circul aflat lângă zidurile închisorii prezintă un număr al „omului-ghiulea” în care Buză de Iepure este catapultat de un tun peste zidul închisorii drept în carul cu fân al lui Oseacă. Buză de Iepure intră în închisoare, eliberează deținuții și pe Mărgelatu și fug ascunși în carul de fân.
În închisoare, Mărgelatu auzise de la un boier înlănțuit pe nume Hargot (Vasile Nițulescu), care fusese acuzat că a încercat să-l răstoarne pe domnitorul Gheorghe Bibescu (Ion Besoiu), o poveste despre existența unei comori. Boierul înlănțuit moștenise de la înaintașii săi bijuterii, potire și icoane de aur. Aurul fusese turnat în lingouri și îngropat în mina de la Baia de Aramă. De existența acestei comori nu știa decât verișorul său, boierul Vâlcu (Marin Moraru). Boierul închis le spune colegilor săi de suferință să ia legătura cu boierul Vâlcu și să-i spună acestuia să dea tot aurul pentru a sprijini cauza Frăției, apoi moare.
În același timp, domnitorul Bibescu propune în Obșteasca Adunare să se concesioneze minele de aur ale Țării Românești către Serge Troianoff (Alexandru Repan), bancher la Sankt Petersburg. La presiunea domnitorului, Obșteasca Adunare își dă acceptul. Aga Villara (Traian Stănescu) îi cere Agathei să-l iscodească pe Troianoff pentru a afla mai multe informații despre el. În timpul unui banchet fastuos oferit de Troianoff, în care doamnele găsesc sub șervete bijuterii costisitoare, iar Agata primeste însăși trăsura bancherului, cu tot cu vizitiu, pentru a fi dusă acasă, are loc un conflict în care sunt împușcați doi oameni. În sala unde boierii jucau cărți pătrunde un om care poartă îmbrăcămintea lui Mărgelatu și o mască de argint pe față. El îl răpește pe boierul Vardala, deținătorul unor mine de aur, pe care-l acuză că și-a pus semnătura pentru concesionarea minelor de aur, deși jurase altceva în fața Frăției. Boierul Vardala este împușcat, ca și un alt boier care încercase să scoată pistolul.
Faptul că omul cu masca de argint l-a judecat pe boierul Vardala „în numele Frăției” ajunge la urechile agăi Villara, care consideră că incidentul „a picat bine” pentru grupul său de interese. În același timp, membrii Frăției cred că Mărgelatu și-a pierdut mințile, săvârșind fără aprobare acțiuni „în numele Frăției”. C.A. Rosetti și membrii Frăției îl trimit pe locotenentul Deivos (George Motoi) pentru a lua legătura cu Mărgelatu.
Troianoff aflase și el de existența comorii boierului Vâlcu și, împreună cu Agatha și cu vizitiul surdo-mut Casapu, pornesc spre moșia boierului de la poalele Munților Vâlcan. Dându-se drept trimis imperial rus care venise să-i dea un act care să confirme descendența boierului Vâlcu din domnitorul Tihomir, Troianoff este lăsat să intre pe moșie. El îi spune boierului că tronul domnesc trebuie garantat, iar boierul Vâlcu îi invită în Capela Corbului și-i arată într-o firidă din spatele tronului pretins al domnitorului Tihomir un morman de lingouri din aur. Boierul leșină de emoție, iar în acest timp Troianoff îl cheamă pe Casapu și încarcă tot aurul în caleașca lor, apoi împreună cu Agatha îl introduc pe boier în firidă și o închid în spatele tronului domnesc. Apoi, cei trei pornesc cu trăsiura către Turnu Severin dorind să părăsească Țara Românească. La două zile, la conacul boierului Vâlcu poposește Mărgelatu care-l găsește pe boier mort. Mărgelatu, dar și Agia (care aflase de uciderea boierului Vâlcu), pornesc în urmărirea lui Troianoff. Încolțit, acesta împinge trăsura într-o baltă din Valea Ielelor, apoi se întoarce cu Agatha la București.
Personajul cu masca de argint apare iarăși, încercând să-l ia ostatic pe agentul diplomatic turc Fuad „în numele Frăției”. Acesta din urmă se apără și reușește să-l rănească la mână pe atentator. Câteva zile mai târziu, Troianoff citește în ziar că s-a pus în vânzare balta în care îngropaseră aurul și pleacă cu Agatha într-acolo. Buză de Iepure, care știa de locul unde fusese ascunsă comoara, îl anunță pe Mărgelatu și cei doi pornesc în urmărirea bancherului. Troianoff scoate trăsura din mlaștină și pe când fugea cu aurul sunt opriți de omul cu masca de argint. Acesta spune că îi va ucide și în timp ce încerca să tragă asupra lor este ucis din spate de Mărgelatu. Scoțându-i masca de pe față, Mărgelatu dezvăluie faptul că omul cu masca de fier era Aristide, nepotul Agathei. Tot Mărgelatu afirmă că așa-zisul bancher Troianoff era de fapt feciorul unui târgoveț de la Vaslui pripășit pe la Viena, de unde se întorsese cu o identitate falsă.
Locotenentul Deivos îi încredințează aurul boierului Vâlcu lui Mărgelatu pentru a-l pune la adăpost. Când sosesc oamenii Agiei, trăsura cu aur era deja departe.

## Distribuție
În ordinea de pe generic:
- Florin Piersic — Mărgelatu
- Marga Barbu — Agatha Slătineanu
- Alexandru Repan — Serge Troianoff
- Szabolcs Cseh — Buză de Iepure (menționat Sobi Ceh)
- Ion Besoiu — domnitorul Gheorghe Bibescu
- Ovidiu Iuliu Moldovan — Aristide / „Masca de argint”
- Traian Stănescu — aga Villara
- George Motoi — lt. Deivos
- Jean Constantin — „profesorul” Aurică
- Marin Moraru — boierul Teodosie Vâlcu
- Vasile Nițulescu — boierul Hargot
- Mihai Mereuță — țăranul Oseacă care aduce carul cu fân
- Constantin Codrescu — Ion Heliade-Rădulescu
- Gheorghe Nuțescu — agentul diplomatic turc Fuad
- Coca Andronescu — Maria, bucătăreasa boierului Vâlcu
- Olga Delia Mateescu — Aspasia Șuțu, sora Agathei
- Anna Széles — țiganca care-l atrage pe Mărgelatu
- Constantin Guriță — boierul conservator Vardala
- Radu Dunăreanu — poetul Cezar Bolliac
- Emil Coșeru
- Dumitru Lazăr — vizitiul surdo-mut Casapu
- Mihai Verbițchi
- Boris Petroff — crâșmarul care-l servește pe Mărgelatu (menționat Boris Petrof)
- Mihai Perșa — slujbaș al Agiei
- Mihai Marta
- Val Lefescu
- Monica Roman
- George Alexandru — epilepticul
- Miron Murea
- Ionel Rusu
- George Menelas
- Aurel Popescu

## Producție

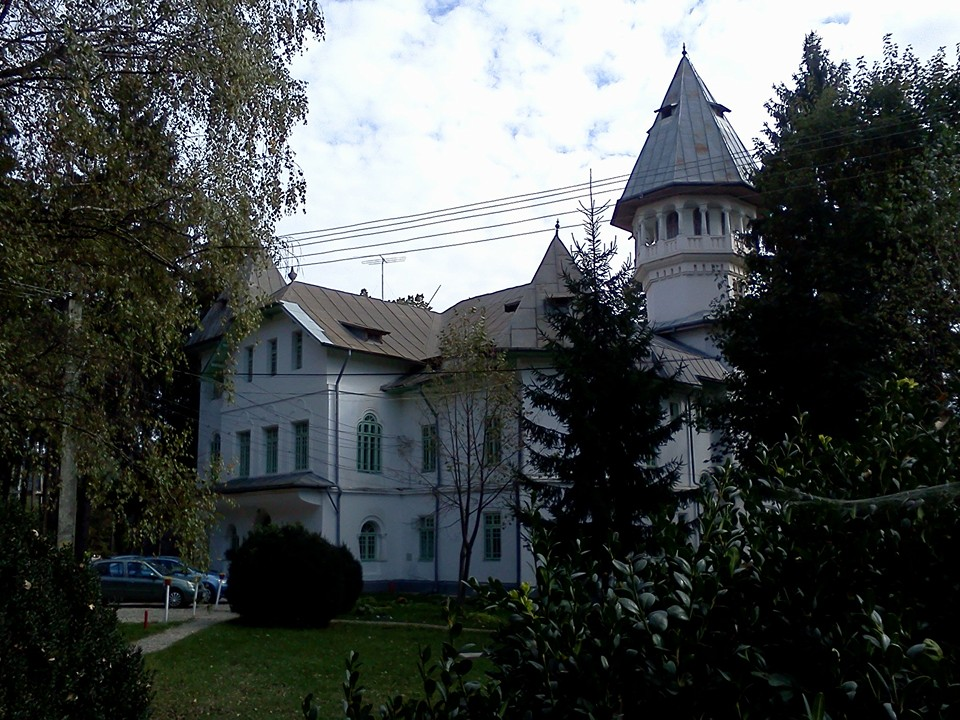
Conacul Filipescu Drăjneanu din Drajna de Jos, conacul boierului Vâlcu din film

Scenariul filmului a fost scris de Eugen Barbu și Nicolae Paul Mihail. Romancierul Eugen Barbu era autorul scenariilor celor șase filme din seria Haiducii (1966-1971), pe care le-a scris în colaborare cu Mihai Opriș (toate filmele), cu Nicolae Paul Mihail (primul film) și cu Dinu Cocea (filmele 2, 3 și 6). Filmele din seria Haiducii au avut parte de un mare succes la public, iar Eugen Barbu a scris, împreună cu Nicolae Paul Mihail, scenariile pentru alte șase filme dintr-o serie nouă, denumită seria Mărgelatu.
Primele trei filme din serie au fost regizate de Doru Năstase, ultimele două având premiera după moartea cineastului. Ca urmare a decesului subit la 29 aprilie 1982 al regizorului Doru Năstase, seria filmelor de aventuri cu Mărgelatu a fost preluată de regizorul Gheorghe Vitanidis. El a colaborat cu scenariștii Eugen Barbu și Nicolae Paul Mihail (care au scris scenariile tuturor celor șase filme ale seriei), preluând personajele din cele trei filme anterioare, printre care și pe Mărgelatu cu „instrumentele sale de lucru” - „pălăria” de floarea soarelui, țoiul de anason și pistolul cu opt țevi. Primul film regizat de Vitanidis a fost Masca de argint și a prilejuit apariția unui fals „bancher străin” interpretat de Alexandru Repan.
Filmul a fost realizat în studiourile Centrului de Producție Cinematografică București. Costel Ionescu a activat pe post de consilier. Szabolcs Cseh a fost și regizor de lupte, el coordonând o echipă formată din 10 cascadori. În film au făcut figurație și opt artiști ai Circului de Stat București.
În acest film, actorul Sobi Cseh a realizat o cascadorie care nu fusese realizată în Occident. El a sărit cu calul printr-un geam, nimeni nereușind să convingă până atunci un cal să treacă prin geam, fie el și de zahăr. Sobi a ales o iapă care nu mai fusese încălecată și a pus de partea cealaltă a geamului un cal, astfel încât iapa să creadă că ajunge la el.

## Recepție
Filmul Masca de argint a avut parte de un mare succes la public, fiind vizionat de 4.592.409 de spectatori la cinematografele din România, după cum atestă o situație a numărului de spectatori înregistrat de filmele românești de la data premierei și până la data de 31.12.2007 alcătuită de Centrul Național al Cinematografiei.
Criticul Tudor Caranfil a dat filmului doar o stea din cinci și a remarcat existența unor anacronisme în film: „În această a treia parte din serialul Mărgelatului, scrisă de Eugen Barbu și Nicolae Paul Mihail, abundă anacronismele: la 1840 jupânițele bucureștene frecventează bâlciul în minifustă, ca «iepurașele» din «Playboy», iar Mărgelatu poartă un fel de sombrero cu boruri largi care-i umbresc, misterios, ochiul, precum lui Eastwood în «westernurile-spaghetti».”